# Comitatul History of Grant, Kansas
Comitatul History of Grant (în engleză History of Grant County) este un comitat din statul Kansas, Statele Unite ale Americii. Reședința și unicul oraș al comitatului este Ulysses.

## Demografie
Date: Wikidata - grafică realizată de Wikipedia